# Stenamma dyscheres
Stenamma dyscheres is een mierensoort uit de onderfamilie van de Myrmicinae. De wetenschappelijke naam van de soort is voor het eerst geldig gepubliceerd in 1973 door Snelling, R.R..